# Olean (pueblo)
Olean es un pueblo ubicado en el condado de Cattaraugus en el estado estadounidense de Nueva York. En el año 2000 tenía una población de 2.029 habitantes y una densidad poblacional de 26.4 personas por km².

## Geografía
Olean se encuentra ubicado en las coordenadas 42°4′8″N 78°24′54″O / 42.06889, -78.41500.

## Demografía
Según la Oficina del Censo en 2000 los ingresos medios por hogar en la localidad eran de $36,288, y los ingresos medios por familia eran $47,232. Los hombres tenían unos ingresos medios de $35,947 frente a los $23,641 para las mujeres. La renta per cápita para la localidad era de $19,265. Alrededor del 10.2% de la población estaban por debajo del umbral de pobreza.